# Корнинская
Корнинская — деревня в Кадуйском районе Вологодской области.
Входит в состав сельского поселения Семизерье (до 2015 года входила в Рукавицкое сельское поселение), с точки зрения административно-территориального деления — в Чупринский сельсовет.
Расположена на правом берегу реки Петух. Расстояние по автодороге до районного центра Кадуя — 17 км, до центра муниципального образования деревни Малая Рукавицкая — 15 км. Ближайшие населённые пункты — Горка, Малафеево, Низ.
По данным переписи в 2002 году постоянного населения не было.